# شتاین-وینگرت
شتاین-وینگرت (به آلمانی: Stein-Wingert) یک شهر در آلمان است که در وستروالدکرایس واقع شده‌است. شتاین-وینگرت ۲۱۴ نفر جمعیت دارد.